# Débora Ozório
Debora Ozório (Rio de Janeiro, 28 de outubro de 1996) é uma atriz brasileira. Estreou na televisão em 2016, em uma pequena participação em Totalmente Demais, e se tornou conhecida por interpretar Olívia em Além da Ilusão e Petra em Terra e Paixão, na TV Globo.

## Biografia
Em 2012, no teatro, estreou no espetáculo infantil O Reino da Gataria, ficando em cartaz por três anos. Em seguida, em 2016, participou da peça Blackbird, e no mesmo ano, estreou na televisão. Seus primeiros trabalhos na tela foram partipações especiais na fase jovem, a primeira, na Rede Globo, na novela Totalmente Demais, com a personagem Gilda, em flashbacks, vivida na fase adulta por Leona Cavalli. Em 2017, na RecordTV, dividiu com Sthefany Brito o papel de Nitócris em O Rico e Lázaro. E em 2018, nos capítulos finais de Tempo de Amar, participou com a personagem Alzira, de Deborah Evelyn, na juventude. Após participações, integrou o elenco fixo da novela Espelho da Vida. Em 2021, pôde ser vista em 2 produções: na Globo, participou da série Filhas de Eva, e na Record, na novela Gênesis, participando da Fase "A Jornada de Abraão".
Em 2022 foi escalada para viver a operária Olívia na novela Além da Ilusão.
Em 2023, integra o elenco principal de sua primeira novela das nove, Terra e Paixão, de Walcyr Carrasco, interpretando Petra, uma agrônoma com depressão e vício em calmantes, filha dos personagens de Tony Ramos e Glória Pires.

## Filmografia

### Televisão
| Ano  | Título            | Personagem                           | Nota                        |
| ---- | ----------------- | ------------------------------------ | --------------------------- |
| 2016 | Totalmente Demais | Gilda Machado de Assis (jovem)       | Episódios: "10–11 de abril" |
| 2017 | O Rico e Lázaro   | Nitócris (jovem)                     | Episódios: "13–14 de março" |
| 2018 | Tempo de Amar     | Alzira Torres da Fontoura (jovem)    | Episódios: "16–18 de março" |
| 2018 | Espelho da Vida   | Patrícia Vendrini Marques (Pat)      |                             |
| 2019 | Me Chama de Bruna | Alice                                |                             |
| 2021 | Filhas de Eva     | Dora Fantini Caldas                  |                             |
| 2021 | Gênesis           | Tamires                              |                             |
| 2022 | Além da Ilusão    | Olívia Souza / Clara Camargo Tapajós |                             |
| 2023 | Terra e Paixão    | Petra Aldrava La Selva               |                             |
| 2024 | Garota do Momento | Celeste Sobral                       |                             |

### Cinema
| Ano  | Título                                    | Personagem   |
| ---- | ----------------------------------------- | ------------ |
| 2022 | D. P. A. 3 - Uma Aventura no Fim do Mundo | Cadete Sofia |

### Internet
| Ano  | Título        | Personagem |
| ---- | ------------- | ---------- |
| 2018 | Anos Radicais | Clarinha   |

## Teatro
| Ano  | Título             | Personagem |
| ---- | ------------------ | ---------- |
| 2012 | O Reino da Gataria | Marie      |
| 2016 | Blackbird          | Garota     |

## Prêmios e indicações
| Ano  | Premiação                   | Categoria                | Indicação      | Resultado |
| ---- | --------------------------- | ------------------------ | -------------- | --------- |
| 2023 | Prêmio ArteBlitz de Novela  | Melhor Atriz Coadjuvante | Terra e Paixão | Indicada  |
| 2023 | Melhores do Ano - Duh Secco | Atriz Coadjuvante        | Terra e Paixão | Indicada  |
| 2024 | SEC Awards                  | Melhor Atriz em Novela   | Terra e Paixão | Pendente  |